# Nappa (skinn)
Nappa är en typ av skinn som är framtagen för att narvsidan (hudens utsida) skall bäras utåt. Ursprungligen avsågs alun- eller vegetabiliskt garvat och kulört färgat fårskinn, ibland även get- eller kalvskinn men numera kan det även syfta på andra typer av skinn. Även andra typer av garvning förekommer.
Detta är motsatsen till mockaskinn där köttsidan bärs utåt. Nappa är slitstarkt och betydligt slätare än mocka. 
Skillnaden mot nubuck, som också har narvsidan utåt, är att nubucken är lätt slipad för att få en matt, mjuk yta.
- Getnappa är mycket slitstarkt, tack vare sina korsade fibrer, och används ofta till MC-kläder.
- Får- och lammnappa är något smidigare och är betydligt vanligare.